# Корейски залив
Корейски залив (Западнокорейски залив) (на китайски: 朝鲜湾; на пинин: Cháoxiǎn Wān; на корейски: 서한만 Соханман) е голям и плитък морски залив в северната част на Жълто море, край бреговете на Северен Китай, провинция Ляонин и Северна Корея провинция Северен Пхьонан. Вдава се на североизток на 180 km навътре в сушата, ширината на входа му е 270 km, а дълбочината до 40 m. В крайбрежните части са разположени множество малки острови и пясъчни плитчини. В него се вливат три големи реки: Ялудзян (от север), Чхончхонган и Тедонган (от изток). Приливите са полуденонощни с височина около 10 m. Бреговете му са гъсто заселени, като най-големите градове и пристанища са Далян и Дандун в Китай, Синъйчжу в Северна Корея.